# Ddrum
Ddrum je švédsko-americká společnost, která vyrábí bicí soupravy, elektronické bicí a triggery, v současné době patří Armadillo Enterprices Inc.
Ddrum byla původně značka Clavia (společnost kláves a syntezátorů Nord). V roce 2005 byla společnost prodána společnosti Armadillo Enterprices Inc. (Luna Guitars, Dean Guitars), která rozšířila značku pouze z elektronických bicích na širší škálu produktů.

## Produkty

#### Bicí soupravy
- Dios
- Dominion
- Hybrid
- SE Flyer
- D Series

#### Elektronické bicí
- E-Flex
- DD Nio

#### Triggery
- Chrome Elite
- Acoustic Pro
- Vinnie Paul Signature

#### Snare
- Dios
- Modern Tone
- Vinnie Paul Signature
- Max
- Dominion
- Hybrid

#### Deccabons
- Fiberglass

## Umělci

### Bicí soupravy
- James Kottak – Scorpions
- Carmine Appice – Cactus, Ozzy Osbourne, Blue Murder
- Vinnie Paul – Pantera, Hellyeah
- Paul Mazurkiewicz – Cannibal Corpse
- Tim Yeung – Morbid Angel
- Rhim – The Birthday Massacre

### Triggery
- Dennis Chambers – Carlos Santana
- Frank Beard – ZZ Top
- Christian Coma – Black Veil Brides
- Eric Singer – KISS
- Joey Jordison – Slipknot, Sinsaenum
- Fred Coury – Cinderella
- Vinnie Paul – Pantera, Hellyeah
- Daniel Löble – Helloween
- Mario Duplantier – Gojira
- Kenny Aronoff – John Fogerty